# Юлія Гурковська
Юлія Григорова Гурковська (болг. Юлия Гурковска; 7 червня 1945, Софія — 5 грудня 2001, з 1972 по 1989 Папазова, також відома як Джу) — болгарська яхтсменка, мандрівниця, політикиня.

## Біографія
Дочка секретаря БЗНС «Нікола Петков» (однієї з партій, що утворилися після поділу БЗНС) Григора Гурковського, заарештованого після комуністичного перевороту 9 вересня 1944 року, який провів потім 11 років у концтаборі. Закінчила консерваторію. Працювала музичною оформлювачкою і звукорежисеркою в студії науково-популярних фільмів «Час» з 1969 року.
Восени 1972 року одружилася з Дончо Папазовим і перетнула Чорне море від Варни до Сочі на рятувальній шлюпці в рамках експедиції «Планктон».
У 1974 році з чоловіком вже на іншій рятувальній шлюпці з вітрилом пропливла від Болгарії по Чорному і Середземному морю до Гібралтару, а далі перетнула Атлантичний океан до Куби.
У 1976 році з чоловіком, знову на шлюпці з вітрилом, перетнула Тихий океан від Ліми (Перу) до Сува (Фіджі). Вони провели довше за всіх у світі на борту рятувальної шлюпки (191 день) і пропливли найбільшу кількість морських миль (14 000).
У 1978 р на двощогловій яхті «Тивия» Болгарського телебачення з чоловіком, донькою і болгарським мандрівником Симеоном Ідакієвим здійснила плавання навколо Європи, у 1979—1981 рр. з чоловіком і семирічною дочкою Яною здійснила навколосвітнє плавання на яхті «Тивия» за маршрутом Созополь — Середземне море — Гібралтар — Панама — Торресова протока — мис Доброї Надії — Бразилія — Гібралтар — Созопол. Пропливли 42000 морських миль за 777 днів.
У 1989 році розлучилася з чоловіком, повернувши дошлюбне прізвище.
У 1992—1996 була начальницею кабінету президента Болгарії Желю Желева.
У 1996—2001 була членкинею керівної ради та програмним директоркою софійського Центру ліберальних стратегій.
Померла 5 грудня 2001 року від раку.
Починаючи з 2002 року, Центр ліберальних стратегій проводить щорічні меморіальні лекції «Джу» в пам'ять про Юлію Гурковську.